# Toni Ketelä
Toni Ketelä (16 marzo 1988) è un ex fondista finlandese.

## Biografia
Ha esordito in Coppa del Mondo il 13 marzo 2011 a Lahti (50º) e ai Campionati mondiali a Val di Fiemme 2013 (8º nella sprint).
Ha ottenuto l'unico podio in Coppa del Mondo il 17 gennaio 2015 a Otepää (3º); ai successivi Mondiali di Falun 2015 si è classificato 10º nella sprint.

## Palmarès

### Coppa del Mondo
- Miglior piazzamento in classifica generale: 58º nel 2015
- 1 podio (individuale)
  - 1 terzo posto